# Los Simuladores
Los simuladores (span. für Die Simulanten) ist eine sehr erfolgreiche argentinische Fernsehserie, die 2002 und 2003 in zwei Staffeln gedreht und im Fernsehkanal Telefe ausgestrahlt wurde.
Die Regie führte der Newcomer Damián Szifron, der durch diese Arbeit bekannt wurde und später eigene Spielfilme drehen konnte.
Die Serie ist mittlerweile in 17 weitere Staaten exportiert worden. Weiterhin wurden drei Remakes in Chile (2005), Spanien (2006) und Mexiko (2008) produziert.

## Handlung
Die Serie handelt von den vier simuladores (Simulanten) Mario Santos, Pablo Lamponne, Emilio Ravenna und Gabriel Medina, die eine Simulations-Agentur in Buenos Aires betreiben. In jeder Folge lösen sie durch Simulation einer bestimmten Situation durch Schauspielerei ein neues Problem. Diese Probleme sind vielfältiger Art und gehen von familiären Angelegenheiten, wie einem Mann, der seine Frau zurückerobern will, bis hin zu kriminellen Umtrieben wie Schutzgelderpressungen und Geiselnahmen.
Die Lösungen für die Probleme sind meist nach dem gleichen Muster gestrickt: Die Simulanten forschen alles über die beteiligten Personen nach, um eine Eigenschaft oder ein Ereignis zu finden, das sie zur Lösung des Problems ausnutzen können. Dann spielen sie mit Hilfe von zahlreichen Schauspielern ihrem „Opfer“ eine Situation vor, die es zur gewünschten Handlung antreibt. Als Gegenleistung verlangen sie von den Kunden das Doppelte der Materialkosten der Simulationen und die Bereitschaft, in einer späteren Simulation mitzuspielen.

## Charaktere

### Die Simulanten
Die Protagonisten sind die vier „Simulanten“ Mario Santos, Emilio Ravenna, Pablo Lamponne und Gabriel Medina.

#### Mario Santos
Mario Santos (Federico D’Elía) ist verantwortlich für die Planung und Logistik der Gruppe und damit ihr Leiter. Er ist als vornehmer, etwas kauziger Intellektueller charakterisiert, der auch in schwierigen Situationen einen kühlen Kopf bewahrt. Er wirkt distanziert und ist kulturell interessiert, oft spricht er auch in ironischer Weise. Er ist es, der die Finanzen der Simulationsagentur organisiert und seinen Kunden ihre Missionen erklärt.

#### Emilio Ravenna
Emilio Ravenna (Diego Peretti) ist der Schauspieler der Gruppe. Auch wenn fast immer alle Simulanten eine Rolle in den Simulationen belegen, stellt Ravenna die Hauptrollen dar. Diese reichen vom FBI-Detektiv über einen Nachkommen von Graf Dracula bis zum Mariachi-Sänger. Charakterisiert ist er als extrovertierter Lebemann mit Hang zu exotischen Hobbys, wie z. B. Yoga und abstrakte Malerei. Er scheint immer von schönen Frauen umgeben zu sein. Sein alter Ego in den Simulationen ist meist Máximo Cozetti, je nach Rolle hat er aber auch andere Namen.

#### Pablo Lamponne
Pablo Lamponne (Alejandro Fiore) ist der Mann für Technik und Transport. Er ist charakterisiert als etwas raubeiniger, kräftiger Typ, dessen Hobby diverse Extremsportarten wie Drachenfliegen und Bergsteigen sind. In einer Folge stellt sich heraus, dass seine Distanziertheit aus einem Minderwertigkeitskomplex resultiert, da er von seinen Mitschülern oft wegen seines Namens gehänselt wurde (die in der Serie erwähnte Verballhornung „la pone“ ist im argentinischen Spanisch ein Vulgärausdruck für „er ist homosexuell“).

#### Gabriel Medina
Gabriel Medina (Martín Seefeld) ist verantwortlich für die Forschung und Detektivarbeit. Er tritt meist gegenüber den anderen Simulanten in den Hintergrund und ist charakterisiert als ruhiger, etwas sentimentaler Typ mit bisexuellen Neigungen (in einigen Folgen spielt er einen Homosexuellen, in anderen macht er Annäherungsversuche an seine Kollegen). Als einziger fällt er gelegentlich durch Meinungsverschiedenheiten mit den anderen Simulanten auf.

### Nebencharaktere
Die anderen Charaktere wechseln von Folge zu Folge; es kommt jedoch vor, dass einer der Nebencharaktere in einer späteren Folge wieder auftaucht. Dies liegt daran, dass die Simulanten als Gegenleistung für ihre Dienste von den Kunden verlangen, später in einer anderen Simulation gratis eine Rolle zu übernehmen.

#### Brigada B
In der letzten Folge der ersten Staffel wird eine Stellvertreter-Simulationsagentur mit anderen vier Simulanten, die Brigada B, eingeführt. Diese scheint zwar zunächst gut zu funktionieren, ihre mangelnde Flexibilität führt jedoch dazu, dass die Original-Simulanten bald wieder ins Geschehen eingreifen müssen.

#### Franco Milazzo
Der skrupellose Geschäftsmann Franco Milazzo, der Antagonist der Simulanten, ist der einzige, der neben den eigentlichen Simulanten fast in jeder Folge der zweiten Staffel kurz vorkommt. Er war wegen eines Betruges in der ersten Staffel Opfer der Simulanten, die ihn in einer vorgetäuschten Reality-Gameshow in den Urwald des Gran Chaco verbannten, wo er angeblich beim Überlebenstraining gefilmt werden sollte. Als er nach einem Jahr immer noch keine Nachrichten über den Ausgang der Show erhält, verlässt er seinen Aufenthaltsort im Wald und sucht die „Zivilisation“ wieder auf. Da ihn niemand als „Serienstar“ wiedererkennt, erkennt er, dass er getäuscht wurde und schmiedet Pläne, sich an den Simulanten zu rächen. Dabei fällt er jedoch auf einen neuen Trick der Simulanten herein und landet am Ende in Afghanistan, um angeblich als Superagent Osama bin Laden aufzuspüren.

## Weitere Merkmale
Die Serie parodiert die klassischen Detektivserien und zitiert dabei Stilmerkmale aus diversen Filmgenres, so dass jede Folge ihren eigenen Charakter hat. So sind in einigen Folgen Science-Fiction-Elemente – etwa angebliche Kontakte zu Außerirdischen – zu finden, viele bedienen sich beim Agentenfilm und einige auch beim Horrorfilm-Genre. Das Element des Humors ist ständig präsent, besonders wenn die Simulanten ihre Opfer durch einfachste Arrangements an der Nase herumführen.
Während einige Folgen einen familiären Charakter haben, sind andere dagegen relativ aufwendig inszeniert – insbesondere die späteren Folgen. In den ersten Folgen läuft zudem immer alles glatt für die Simulanten, in späteren Folgen kommt es jedoch zu Pannen und sogar zu einem Mordversuch.
Die Folgen der ersten Staffel der Serie hatten einen etwa 10-minütigen Vorspann, in der ein Fall der Simulanten mitsamt der Problemlösung in Kurzform dargestellt wurde. Die späteren Folgen begannen jedoch bereits mit dem Haupthandlungsstrang.
Als Inspiration für die Serie gelten die zwei US-amerikanischen Serien Stingray (1986) und Rache nach Plan (1998–99), die allerdings beide bei weitem nicht so erfolgreich wie Los simuladores waren. Es gibt ebenfalls gravierende inhaltliche Unterschiede: Im Unterschied zu den amerikanischen Serien, in denen die Schauspieler Idealisten waren, die ein moralisches Ziel verfolgten, haben die „Simuladores“ nur rein wirtschaftliche Interessen.

## Episoden

### 1. Staffel
1. Tarjeta de Navidad (Weihnachtskarte): Die Simulanten helfen einem Mann, seine von ihm getrennt lebende Frau zurückzugewinnen. Dazu erforschen sie ihre Gründe für die Trennung und stellen den Mann dann so dar, als habe er seine Fehler überwunden.
2. Diagnóstico Rectoscópico (Rektoskopische Diagnose): Ein skrupelloser Gläubiger terrorisiert seinen Schuldner und droht, dessen Sohn zu ermorden. Da er eine seltene Blutgruppe hat, wird ihm vorgegaukelt, er habe eine schwere Krankheit, und nur eine Transfusion von ausgerechnet seinem Schuldner könne ihm helfen.
3. Seguro de Desempleo (Arbeitslosenversicherung): Jorge Fehler, ein etwa sechzigjähriger PR-Angestellter einer Milchfabrik, wird entlassen und durch einen jüngeren Angestellten ersetzt. Das Team hilft ihm dabei, die Arbeit zurückzugewinnen, indem es einen persönlichen Kontakt zwischen ihm und dem mexikanischen Geschäftsführer des Konzerns herstellt.
4. El Testigo Español (Der spanische Zeuge): Eine glücklich verheiratete Frau wird von einem ehemaligen Liebhaber aus Spanien bei dessen Reise nach Buenos Aires terrorisiert. Indem sie ihm vorgaukeln, er wäre Augenzeuge eines Kriminalfalls geworden und werde daher sowohl von den Verbrechern als auch der korrupten Polizei verfolgt, vertreiben die Protagonisten ihn aus Argentinien.
5. El Jóven Simulador (Der junge Simulant): Ein Schüler muss die Klasse wiederholen, wenn er sieben kurzzeitig aufeinanderfolgende Prüfungen nicht mit guter Note schafft, doch seine Mutter hat eine schwere Immunkrankheit und darf daher keiner Belastung ausgesetzt sein. Die Simulanten erkundigen sich nach den verschiedenen Prüfungsmethoden der Lehrer und helfen ihm, sie durch Schummeln zu bestehen.
6. El Pequeño Problema del Gran Hombre (Das kleine Problem des großen Mannes): Der Staatspräsident Mendilharzu leidet unter Impotenz. Seine Frau kontaktiert das Team, das ihm durch Stimulation verschiedener Reize hilft, sein Selbstwertgefühl wiederzuerhalten.
7. Fuera de Cálculo (Nicht vorgesehen): Während Mario Santos in einer Bank einen kleineren Fall zu lösen hat, wird diese von vermummten Gangstern überfallen. Nachdem ein Schusswechsel erfolgt und das Personal und die Kunden als Geiseln genommen werden, beschließt er, den Räubern zum Entkommen zu verhelfen, um größeren Schaden abzuwenden. Dazu gaukeln die drei anderen, nicht in der Bank anwesenden Mitglieder der Gruppe der Polizei vor, diese seien in Wirklichkeit von Interpol gesuchte Terroristen.
8. El Pacto Copérnico (Der Kopernikanische Pakt): Weil er seine Frau nicht mehr ausstehen kann, sie aber auch nicht selbst verlassen will, beauftragt ein Rechtsanwalt das Team, damit sie ihn von sich aus verlässt. Sie finden heraus, das sie Fan des Antinazi-Films Casablanca ist, und stilisieren einen eigentlich unattraktiven heimlichen Verehrer von ihr zu einer Art Humphrey-Bogart-Figur, der einen spektakulären Deal zwischen zwei Neonazis heldenhaft verhindert, weshalb sie sich in ihn verliebt.
9. El último héroe (Der letzte Held): Ein Betrüger namens Franco Milazzo nimmt seine Opfer aus, indem er sich zunächst als Kunstmanager ausgibt, seine Kunden danach jedoch mit leeren Händen dastehen lässt und hohe Summen von ihnen fordert. Da er Fan von Action- und Survival-Filmen ist, wird er vorgeblich zum Casting für eine Reality-Show eingeladen und "gewinnt" als Preis, angeblich gefilmt im Urwald des Gran Chaco, ein Jahr lang ohne Unterstützung von außen zu leben.
10. Los impresentables (Die Unvorzeigbaren): Eine junge Frau aus einfachem Hause schämt sich, ihrem aus gutbürgerlichem Hause stammenden Freund die Eltern auf einer Gartenparty vorzustellen. Damit diese immer im guten Licht dastehen, organisieren die Simulanten kurzerhand selbst das Fest (als Partyservice getarnt) und sorgen für Zwischenfälle, aus denen sie letztendlich als Helden hervorgehen.
11. El colaborador foráneo (Der ausländische Helfer): Mit Schutzgelderpressungen terrorisiert ein korrupter Polizist sein Dienstgebiet. Da dieser Fan des SETI-Projekts ist, geben die Simulanten vor, in seinem Bezirk fände eine streng geheime NASA-Untersuchung über außerirdische Aktivitäten statt und er dürfe als Zeuge mitmachen, wenn er gelobe, sich an die strengen Ethiknormen der Organisation zu halten.
12. Marcela & Paul: Eine Mittfünfzigerin leidet nach der Trennung von ihrem Mann an starken Depressionen. Die Simulanten organisieren ein Rendezvous mit einem Double des von ihr vergötterten Paul McCartney und hauchen ihr damit neue Lebensfreude ein.
13. Un trabajo involuntario (Ein unfreiwilliger Fall): Eine Verbrecherbande will die Simulanten dazu bringen, eines ihrer Mitglieder aus dem Gefängnis zu holen und ihnen dann eine sichere Ausreise in die USA zu gewähren. Nachdem sich Santos sträubt, wird er von ihnen entführt und dadurch die Gruppe zur Mitarbeit gezwungen. Durch einen Trick gelingt es ihnen aber, die Bande erst zufriedenzustellen aber dann doch noch der gerechten Strafe zuzuführen.

### 2. Staffel
1. Los cuatro notables (Die vier Weisen): Einem schweren Herzkranken wird die Behandlung von der Krankenkasse verweigert, weil seine Krankheit bereits vor der ersten Zahlung entstanden sei. Die Simulanten gaukeln dem Kassenchef vor, er wäre wegen einer idealistischen Diplomarbeit aus seiner Jugend für den Nobelpreis nominiert, weshalb dieser die Politik seines Unternehmens ändert.
2. Z-9000: Ein gewalttätiger Ehemann verfolgt seine Frau und bedroht sie zum Teil lebensgefährlich. Um ihn aus Argentinien zu verjagen, gaukelt das Team ihm vor, ein extrem gefährlicher Klon von ihm, der bei geheimen Experimenten entstanden sei, würde ihn verfolgen und versuchen zu töten, weshalb er letztendlich nach Alaska flieht.
3. La gargantilla de las cuatro estaciones (Der Wasserfall der vier Jahreszeiten): Ein erfolgreicher Ingenieur fühlt sich in der Großstadt ständig versucht, seine Frau zu betrügen, obwohl er sie eigentlich sehr liebt. Er will die Simulanten zur Hilfe bewegen, doch Santos, der seine Kontaktperson ist, weigert sich. Dennoch nehmen sie heimlich den Fall an und organisieren seine Versetzung in eine ländliche Gegend.
4. El Clan Motul (Der Motul-Clan): Ein Altersheim soll gegen den Willen seiner Bewohner geschlossen werden. Da der Geschäftsführer des Heims ein erzkonservativer und extrem abergläubischer Christ und Opus-Dei-Mitglied ist, tischen sie ihm eine Vampirstory auf, die ihn dazu verleitet, das Altersheim weiterzubetreiben.
5. El Vengador Infantil (Der Kindliche Rächer): Ein kleiner Junge wird von seinen Mitschülern gehänselt und droht in Depressionen zu versinken. Indem die Simulanten ihn einen selbstorganisierten Comicwettbewerb gewinnen lassen, steigern sie sein Selbstwertgefühl.
6. El matrimonio mixto (Das gemischte Ehepaar): Zwei Studenten haben sich ineinander verliebt, doch die Eltern des Mädchens sind erzkonservative Christen, die des Jungen orthodoxe Juden, beide würden eine Partnerschaft mit einem Angehörigen einer anderen Religion nicht dulden. Das Team sorgt dafür, dass sich beide Familien, die sich noch nicht kennen, miteinander auf einem Forschungsprojekt anfreunden und ihre religiösen Vorurteile überwinden.
7. El gran desafío (Die große Herausforderung): Das B-Team (Brigada B), eine Gruppe von ehemaligen Schauspielern der Simulanten, das die unwichtigen Fälle übernehmen soll, stellt sich in einem Fall als Terroristen von Al-Qaida dar. Durch Zufall werden sie jedoch vom FBI für echte Terroristen gehalten und in die USA ausgeflogen. Um ihre Kollegen zu befreien, reisen die Simulanten in die USA und tricksen mit teilweise einfachsten Arrangements und psychologischen Methoden selbst die hochkompetente US-Behörde aus. Das B-Team wird darauf suspendiert.
8. Un fin de semana de descanso (Ein Wochenende zum Ausruhen): Nach der anstrengenden USA-Aktion nehmen sich die Simulanten ein Wochenende Urlaub. Dabei finden sie jedoch heraus, das in ihrem Hotel ein Mord geschehen ist, und lösen den Fall in Sherlock-Holmes-Manier auf.
9. El debilitador social (Der Schwächer der Gesellschaft): Ein Schüler beauftragt die Simulanten, seine Schwester, eine als Model arbeitende Studentin, von ihrer Bulimie loszubekommen. Das Team organisiert einen Schein-Prozess der UNO gegen den Besitzer der Modelagentur wegen "Schwächung der Gesellschaft" durch das Menschenbild und Schönheitsideal, das er vermittle. Obwohl er freigesprochen wird, ändert der Agenturbetreiber seine Methoden und die Schwester des Jungen gewinnt an Selbstvertrauen und kann so ihre Krankheit überwinden.
10. El anillo de Salomón (Der Ring des Salomo): Ein berühmter Dirigent wird von einem jungen Verehrer belästigt, der selbst komponiert und unbedingt sein Werk durch ihn uraufgeführt sehen will. Die Simulanten sorgen dafür, dass der Jüngere in eine andere musikalische Sparte überwechselt, indem sie ihm das Talent zusprechen, die Walgesänge zu verstehen.
11. Finalepisode. Die Finalepisode besteht aus zwei Handlungssträngen, die zeitlich gleichzeitig stattfinden. Nachdem beide Fälle erledigt sind, lösen die Simulanten ihre Agentur auf.

1. Der aus der ersten Staffel bekannte Betrüger Franco Milazzo hat die Simulanten enttarnt und will sich nun an ihnen rächen. Ihnen gelingt es aber, ihn zu überzeugen, die "gefakte" Realityshow sei in Wirklichkeit ein Trainingsprogramm, um Osama bin Laden als Spezialagent in Afghanistan aufzuspüren.
2. Eine Familie leidet unter dem Desinteresse des Sohns an den Eltern, die weit weg von seinem Arbeitsplatz wohnen. Der Sohn ist Mitarbeiter eines Unternehmens, das ihn mit psychologischen Tricks auf vollen Einsatz trimmt, und hält die Eltern für altertümliche Träumer. Die Simulanten helfen der Familie, den Sohn an Weihnachten zur Familie zurückzubringen, indem sie zahlreiche Zwischenfälle in der von ihm organisierten Weihnachtsfeier seiner Firma inszenieren und ihn damit dazu bringen, zu kündigen.

## Musik
Die Erkennungsmelodie der Serie ist das Stück Cité Tango von Astor Piazzolla in der Bearbeitung durch das Gotan Project. Das Soundtrackalbum besteht hauptsächlich aus modernen Tango- und Jazz-Musikstücken sowie Kunstmusik aus der ersten Hälfte des 20. Jahrhunderts. Einen besonderen Kultstatus erlangte der Klingelton der Mobiltelefone der Protagonisten, wenn sie zu einem neuen Fall gerufen werden, er besteht aus den ersten Takten der Erkennungsmelodie der Serie.

## Auszeichnungen
Die Serie gewann 2003 den bekanntesten Rundfunkpreis Argentiniens, den Martín Fierro de Oro, wobei sie sich gegen die ebenfalls von den Kritikern gelobte Gefängnis-Serie Tumberos durchsetzen konnte.

## Neuverfilmungen
Von der Serie wurden bisher drei Neuverfilmungen produziert. Die erste entstand 2005 in Chile und war auf die Situation in diesem Land ausgerichtet und mit mehr humoristischen Elementen versehen als das Original; die Charaktere der Simulanten behielten jedoch ihre ursprünglichen Namen. Die zweite Neufassung wird seit Anfang 2006 in Spanien gesendet. In ihm spielt als Hauptdarsteller der schon aus der argentinischen Serie bekannte Federico D’Elía als Mario Santos mit, die Charaktere Pablo Lamponne und Emilio Ravenna wurden jedoch mit neuen Namen bedacht und ebenso wie Gabriel Medina durch andere Schauspieler ersetzt. 2008 wurde in Mexiko eine weitere Neuverfilmung gesendet.